# Partir un jour (album)
Pour les articles homonymes, voir Partir un jour (homonymie).
Partir un jour est le premier album des 2Be3, sorti le 20 janvier 1997. Il fut respectivement classé no 2 et no 3 aux hit-parades français et belge en 1997 et triple disque de platine en France avec 900 000 exemplaires vendus. Plusieurs de ses singles (Partir un jour, Toujours là pour toi, Donne et Pour être libre) entrèrent également au Top 20 dans les mêmes pays.[réf. nécessaire]

## Liste des morceaux
1. Partir un jour (Phil Simpson Remix) 3:40
2. Toujours là pour toi 3:14
3. Donne 3:23
4. L'été bouge 3:44
5. 2Be3 4:04
6. Rendez-vous 3:40
7. Elle rêvait 3:37
8. Des mots pour toi 3:19
9. Naviguer sans phare 3:38
10. Souviens-toi (l'été dernier) 3:40
11. Partir un jour